# Dobiecin (wieś w województwie łódzkim)
Dobiecin – wieś w Polsce, położona w województwie łódzkim, w powiecie bełchatowskim, w gminie Bełchatów.
W latach 1975–1998 miejscowość administracyjnie należała do województwa piotrkowskiego.

## Wielki Dąb Generał
W Dobiecinie znajduje się Wielki Dąb Generał. Jego obwód wynosi 4,5 m, ma około 300 lat i 22 m. wysokości. Swą nazwę otrzymał na pamiątkę stopnia patrona szkoły – generała Janusza Głuchowskiego. 
Według przekazów, dąb ostał się z lasu wyciętego przez Niemców. Pod dębem pochowani są żołnierze niemieccy, rozstrzelani przez Armię Czerwoną. Trzy metry przed dębem pochowany jest jeden z żołnierzy. Około 50 metrów za drzewem znajdują się pozostałe groby. 100 metrów w prawo od Wielkiego Dębu znajduje się Dąb Generał Mniejszy.

## Zabytki
Według rejestru zabytków Narodowego Instytutu Dziedzictwa na listę zabytków wpisany jest obiekt:
- park dworski, 1920-25, nr rej.: 299 z 31.08.1983